# Buralpkopf
Der Buralpkopf ist mit einer Höhe von 1772 m ü. NHN der dritthöchste Berg der Hochgratkette in den Allgäuer Alpen. Er steht an der Gemeindegrenze zwischen Blaichach und Oberstaufen, vor 1972 Aach.

## Lage
Der Buralpkopf bildet zusammen mit dem Gündleskopf ein kleines Massiv, das von zwei tiefen Scharten begrenzt wird: westlich von der Gündlesscharte und östlich von der Gatterscharte zum Sedererstuiben. Vom Gipfel aus entsendet das Mittelglied der Hochgratkette einen Querausläufer, der sich nach Norden hin weit ins Ehrenschwanger Tal erstreckt.

## Kulturelle Bedeutung

### Alpwirtschaft
Wie an allen Berghängen der Hochgratkette wird auch am Buralpkopf sommerliche Alpwirtschaft betrieben. Der Berg hat seinen Namen von der Buralpe am Nordhang auf 1297 m Höhe. Im Süden wird er wegen der Steilheit des Hanges erst tief auf etwa 1200 m durch die Wieslealpen bewirtschaftet.

### Tourismus
Innerhalb der Hochgratkette sind Gündles- und Buralpkopf die entlegensten Ziele, da sie am weitesten von Bergbahnen und Talorten entfernt liegen. Ihre wesentliche touristische Bedeutung liegt daher bei den Gratwanderern, die größere Teile der Kette, etwa vom Hochgrat zum Mittag bewandern. Direkte Zustiege sind vom Süden über die Gatteralpe (am Sedererstuiben) oder von Norden her über die verfallene Obere Rindalpe und den Gündleskopf. Trotz seiner Höhe und seinen Ausmaßen ist der Buralpkopf der einzige Berg der östlichen Hochgratkette, der kein Gipfelkreuz besitzt.

## Sonstiges
Auf der sehr häufig begangenen Wanderstrecke vom Hündle zur Moosalpe oberhalb Thalkirchdorfs gibt es einen Kinderlehrstand mit einem Peilrohr zum Buralpkopf, der anhand dieses Anschauungsbeispiels die Entstehung der Nagelfluhgebirge erklärt.